# Peter Frampton
Peter Kenneth Frampton (Beckenham (Londen), 22 april 1950) is een Engels Amerikaanse muzikant, vooral bekend door zijn solowerk in de helft van de jaren '70 als "arena-rocker".

## Biografie

### Jaren 60 en 70
Frampton begon al gitaar te spelen tijdens zijn schooltijd. Hij zat gelijktijdig met David Bowie op Ravens Wood School in Keston en raakte met hem bevriend. Framptons vader doceerde er kunst. Tijdens de lunchpauzes oefenden Bowie en Frampton vaak samen op hun gitaren in het schoolkantoortje van Framptons vader. Tijdens zijn schoolperiode speelde Frampton in drie verschillende bands. De laatste band, The Preachers, gemanaged door Bill Wyman van The Rolling Stones, trad een keer op tv op en maakte een plaat: Hole in My Soul (Columbia DB7680). Op 16-jarige leeftijd trad hij toe tot The Herd en werd een tieneridool in Groot-Brittannië. Vervolgens werkte hij samen met Steve Marriott (van de Small Faces) in de groep Humble Pie, en verder op albums van Harry Nilsson, Jerry Lee Lewis, en George Harrison. Hij verhuisde in 1972 naar de Verenigde Staten en ging solo met het album Wind of Change.
Peter Frampton is bekend wegens het gebruik van de zogenaamde jappiotube in het 14 minuten durende Do You Feel Like We Do, en het kortere Show Me the Way; beide nummers van het album Frampton Comes Alive! (1976) waarvan hij 6 miljoen exemplaren verkocht en waarmee hij doorbrak. De opvolger, I'm in You uit 1977, verkocht 1 miljoen exemplaren, nog net platina maar het gaf wel aan dat zijn populariteit tanende was. Datzelfde jaar speelde Frampton in de film Sgt. Pepper's Lonely Hearts Club Band; daarna raakte hij betrokken bij een ernstig auto-ongeval op de Bahama's. Hij herstelde en bleef platen maken, maar kwam niet meer bovenaan in de hitlijsten.

### Jaren 80 en 90
Omdat Frampton in de schulden raakte werd hij in 1987 gitarist/zanger in David Bowies begeleidingsband tijdens diens Glass Spider Tour. Bowie en Frampton waren al bevriend sinds de jaren 60, voordat een van beiden echt beroemd was.
Eind jaren 90 speelde Frampton bij Ringo's All Starr Band.

### 21e eeuw
Tijdens een overstroming in 2010 in Nashville verloor Frampton 44 gitaren. De onherstelbaar beschadigde instrumenten en die van andere bekende artiesten werden een paar maanden later geveild om geld op te halen voor slachtoffers van de ramp.
Ter gelegenheid van 35 jaar Frampton Comes Alive ondernam hij in 2011 een tournee waarbij het album integraal werd gespeeld. In hetzelfde jaar kreeg hij een ster in de Music City Walk of Fame in Nashville. Ook dook dat jaar zijn, sinds 1982, verloren gewaande favoriete gitaar, Les Paul Custom met de bijnaam Phenix, weer op. Die gebruikt hij sinds die tour, na een opknapbeurt, weer op het podium. In 2014 werd hij opgenomen in de Musicians Hall of Fame. In 2019 maakte Frampton bekend aan de ziekte inclusion body-myositis (IBM) te lijden, een neurologische aandoening die tot ernstige spierzwakte leidt. Om die reden kondigde hij aan dat zijn tour in 2019 ook zijn laatste zou zijn. Frampton zou voorjaar 2020 ook concerten geven in Engeland en op het Europese vasteland; deze werden afgelast vanwege het coronavirus. Zondag 13 november 2022 speelde hij tijdens zijn Finale: The Farewell Tour in de Philharmonie te Haarlem.

## Discografie

### Studioalbums
- Frampton forgets the words (2021)
- All blues (2019)
- Acoustic Classics (2016)
- Hummingbird in a box: Songs for a Ballet (2014)
- Thank You Mr Churchill (2010)
- Fingerprints (2006)
- Now (2003)
- Peter Frampton (1994)
- When All the Pieces Fit (1989)
- Premonition (1986)
- The Art of Control (1982)
- Breaking All the Rules (1981)
- Where I Should Be (1979)
- I'm in You (1977)
- Frampton (1975)
- Somethin's Happening (1974)
- Frampton's Camel (1973)
- Wind of Change (1972)

### Livealbums
- FCA!35 tour : An evening with Peter Frampton (2012)
- 2004 Summer Tour (2004)
- Live in San Francisco March 24, 1975 (2004)
- Live in Detroit (2000)
- Frampton Comes Alive II (1995)
- Frampton Comes Alive! (1976)

| Album met eventuele hitnotering(en) in de Nederlandse Album Top 100 | Datum van verschijnen | Datum van binnenkomst | Hoogste positie | Aantal weken | Opmerkingen |
| ------------------------------------------------------------------- | --------------------- | --------------------- | --------------- | ------------ | ----------- |
| Frampton Comes Alive!                                               | 1976                  | 13-03-1976            | 2               | 18           |             |

## Singles
| Single met eventuele hitnotering(en) in de Nederlandse Top 40 | Datum van verschijnen | Datum van binnenkomst | Hoogste positie | Aantal weken | Opmerkingen |
| ------------------------------------------------------------- | --------------------- | --------------------- | --------------- | ------------ | --- |
| Daybreak                                                      | 1973                  | 20-04-1974            | tip2            | -            | met Harry Nilsson, Ringo Starr, George Harrison, Klaus Voormann, Jim Price, Bobby Keys, Chris Spedding, Gene Cipriano & Ray Cooper |
| Show Me the Way                                               | 1976                  | 12-06-1976            | 1(1wk)          | 13           | Nr. 1 in de Nationale Hitparade |
| Baby I Love Your Way                                          | 1975                  | 28-08-1976            | tip12           | -            | |

| Single met hitnotering(en) in de Vlaamse Ultratop 50 | Datum van verschijnen | Datum van binnenkomst | Hoogste positie | Aantal weken | Opmerkingen |
| ---------------------------------------------------- | --------------------- | --------------------- | --------------- | ------------ | ----------- |
| Show Me the Way                                      | 1976                  | 26-06-1976            | 1(1wk)          | 13           |             |

### NPO Radio 2 Top 2000
| Nummers met noteringen in de NPO Radio 2 Top 2000 | '99  | '00 | '01 | '02 | '03 | '04 | '05 | '06  | '07  | '08  | '09  | '10  | '11  | '12  | '13  | '14  | '15  | '16  | '17  | '18  | '19  | '20  | '21  | '22  | '23  |
| ------------------------------------------------- | ---- | --- | --- | --- | --- | --- | --- | ---- | ---- | ---- | ---- | ---- | ---- | ---- | ---- | ---- | ---- | ---- | ---- | ---- | ---- | ---- | ---- | ---- | ---- |
| Baby, I Love Your Way                             | 1936 | -   | -   | -   | -   | -   | -   | -    | -    | -    | -    | -    | -    | -    | -    | -    | -    | -    | -    | -    | -    | -    | -    | -    | -    |
| Show Me the Way                                   | 967  | 891 | 933 | 712 | 727 | 937 | 912 | 1062 | 1551 | 1028 | 1112 | 1128 | 1067 | 1069 | 1236 | 1091 | 1414 | 1538 | 1400 | 1780 | 1888 | 1787 | 1542 | 1739 | 1912 |

1. ↑  Een '-' betekent dat het nummer niet was genoteerd en een vetgedrukt getal geeft de hoogste notering van een nummer aan.
2. ↑  Deze tabel is bijgewerkt tot en met de laatste editie (2024).